# Xã Dunbar, Quận Fayette, Pennsylvania
Xã Dunbar (tiếng Anh: Dunbar Township) là một xã thuộc quận Fayette, tiểu bang Pennsylvania, Hoa Kỳ. Năm 2010, dân số của xã này là 7.126 người.